# La Maurienne
La Maurienne (anteriormente y en francés: Tour des Pays de Savoie; en español: Vuelta de los Países de Saboya) es una carrera ciclista profesional francesa de un día que se disputa en los departamentos de Saboya y Alta Saboya. Cuando era una vuelta por etapas, en ocasiones alguna de ellas se disputaba en la región italiana del Valle de Aosta. Se disputa a finales del mes de mayo o en junio. 
Comenzó a disputarse en 1999 como carrera por etapas de categoría amateur y con el nombre simplemente del Tour de Savoie solamente discurriendo en Saboya. En 2005 cambió a la denominación que mantuvo hasta 2021 discurriendo también en la Alta Saboya. En 2009 subió al profesionalismo, en el UCI Europe Tour, en la categoría 2.2U (última categoría del profesionalismo y limitada a corredores sub-23). Un año después también se incluyó una etapa en el Valle de Aosta. A partir de 2011 se incluyó en al categoría 2.2 ya sin limitación de edad.
De cara a la edición del año 2022, la prueba se redujo a un día y modificó su nombre a La Maurienne.
Tiene un trazado meramente montañoso cruzando varios de los puertos tradicionales del Tour de Francia a su paso por los Alpes.

## Palmarés
| Año                                                   | Ganador             | Segundo            | Tercero            |
| ----------------------------------------------------- | ------------------- | ------------------ | ------------------ |
| Tour de Saboya (Tour de Savoie) ediciones amateur     |                     |                    |                    |
| 1999                                                  | Christian Milesi    | Mickaël Magnin     | Yoann Petiot       |
| 2000                                                  | Christophe Edaleine | Florian Germain    | Nicolas Kocianski  |
| 2001                                                  | Florian Germain     | Nicolas Vayr       | Jean-Vincent Colin |
| 2002                                                  | Matthieu Sprick     | Florian Germain    | Yohan Boissy       |
| 2003                                                  | Matthieu Sprick     | Nicolas Dulac      | Nicolas Prin       |
| Tour del País de Saboya (Tour des Pays de Savoie)     |                     |                    |                    |
| 2004                                                  | Rémi Pauriol        | Nicolas Dulac      | Mathieu Perget     |
| 2005                                                  | Blaise Sonnery      | Nicolas Prin       | Paweł Cieślik      |
| 2006                                                  | Jean-Charles Sénac  | Nicolas Hartmann   | Blaise Sonnery     |
| 2007                                                  | Daniel Martin       | Hai Jun Ma         | Dalivier Ospina    |
| 2008                                                  | Guillaume Bonnafond | Julien Bérard      | Sander Maasing     |
| ediciones profesionales                               |                     |                    |                    |
| 2009                                                  | Ben Gastauer        | Tejay van Garderen | Yannick Eijssen    |
| 2010                                                  | Nicolas Schnyder    | Thomas Bonnin      | Nicolas Edet       |
| 2011                                                  | Nikita Novikov      | Romain Bardet      | Laurent Beuret     |
| 2012                                                  | Stéphane Rossetto   | Warren Barguil     | Yoann Barbas       |
| 2013                                                  | Yoann Barbas        | Clément Chevrier   | Moisés Dueñas      |
| 2014                                                  | Louis Vervaeke      | Dmitri Ignatjew    | Jesús del Pino     |
| 2015                                                  | David Belda         | Sam Oomen          | Julien Antomarchi  |
| Tour de Saboya Mont-Blanc (Tour de Savoie Mont-Blanc) |                     |                    |                    |
| 2016                                                  | Enric Mas           | Tao Geoghegan Hart | Ben O'Connor       |
| 2017                                                  | Egan Bernal         | Bjorg Lambrecht    | Harm Vanhoucke     |
| 2018                                                  | Riccardo Zoidl      | Matteo Badilatti   | Jérémy Maison      |
| 2019                                                  | Chris Harper        | Pierpaolo Ficara   | Jeremy Bellicaud   |
| 2020                                                  | Pierre Rolland      | Alexis Guérin      | Maxim Van Gils     |
| 2021                                                  | Alexander Cepeda    | Roland Thalmann    | Santiago Umba      |

## Palmarés por países
| País         | Victorias |
| ------------ | --------- |
| Francia      | 12        |
| España       | 2         |
| Australia    | 2         |
| Irlanda      | 1         |
| Países Bajos | 1         |
| Suiza        | 1         |
| Rusia        | 1         |
| Bélgica      | 1         |
| Colombia     | 1         |
| Austria      | 1         |
| Ecuador      | 1         |